# Imperial (automobilismo)
Imperial è stato un marchio automobilistico statunitense attivo tra il 1955 e il 1975, e dal 1981 al 1983, che faceva parte del gruppo Chrysler.

## Storia
La gamma offerta dall'Imperial era formata da autovetture di alto livello. Il nome Imperial, nel gruppo Chrysler, venne utilizzato per la prima volta nel 1926 per la Chrysler Imperial, che fu commercializzata fino al 1954, e dal 1990 al 1993. Nel 1955 la Chrysler fece della Imperial un marchio a sé stante. L'obiettivo era quello di tentare di fare concorrenza alla Cadillac e alla Lincoln (che erano marchi di autovetture appartenenti ai gruppi, rispettivamente, General Motors e Ford), piuttosto che ai tradizionali marchi concorrenti della Chrysler, vale a dire Buick e Oldsmobile, che commercializzavano invece modelli di fascia inferiore.
Dal 1955 al 1983, cioè durante il periodo di commercializzazione del modello come marchio separato, le vendite delle vetture Imperial rappresentavano circa il 10% di quelle della Cadillac.
Le autovetture Imperial vennero sempre vendute nei concessionari Chrysler, e non nei concessionari Imperial, che non furono mai creati. In questo modo non avvenne mai la netta separazione tra i due marchi.
Sebbene dal 1976 al 1978 non furono prodotte autovetture Imperial, il modello di automobile precedentemente commercializzato con questo nome, venne venduto nel periodo citato come Chrysler New Yorker Brougham.
Le Imperial furono oggetto della revisione del corpo vettura ogni due/tre anni. Tutti i modelli possedevano un motore V8 ed un cambio automatico.

## Galleria d'immagini

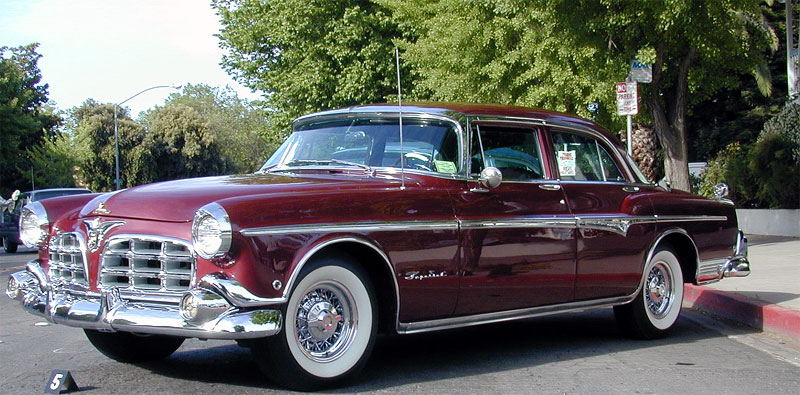
Imperial del 1955
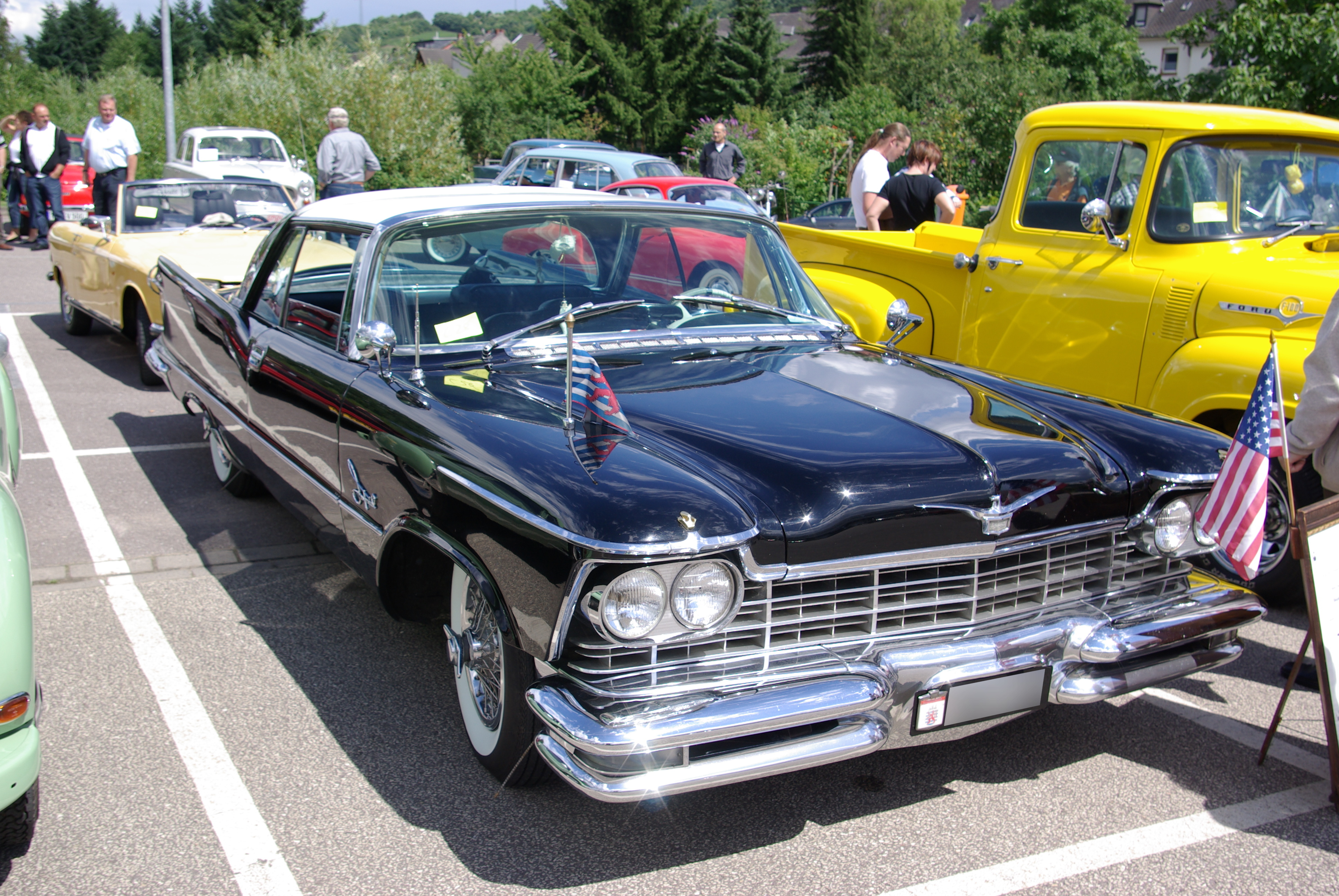
Imperial Crown del 1957
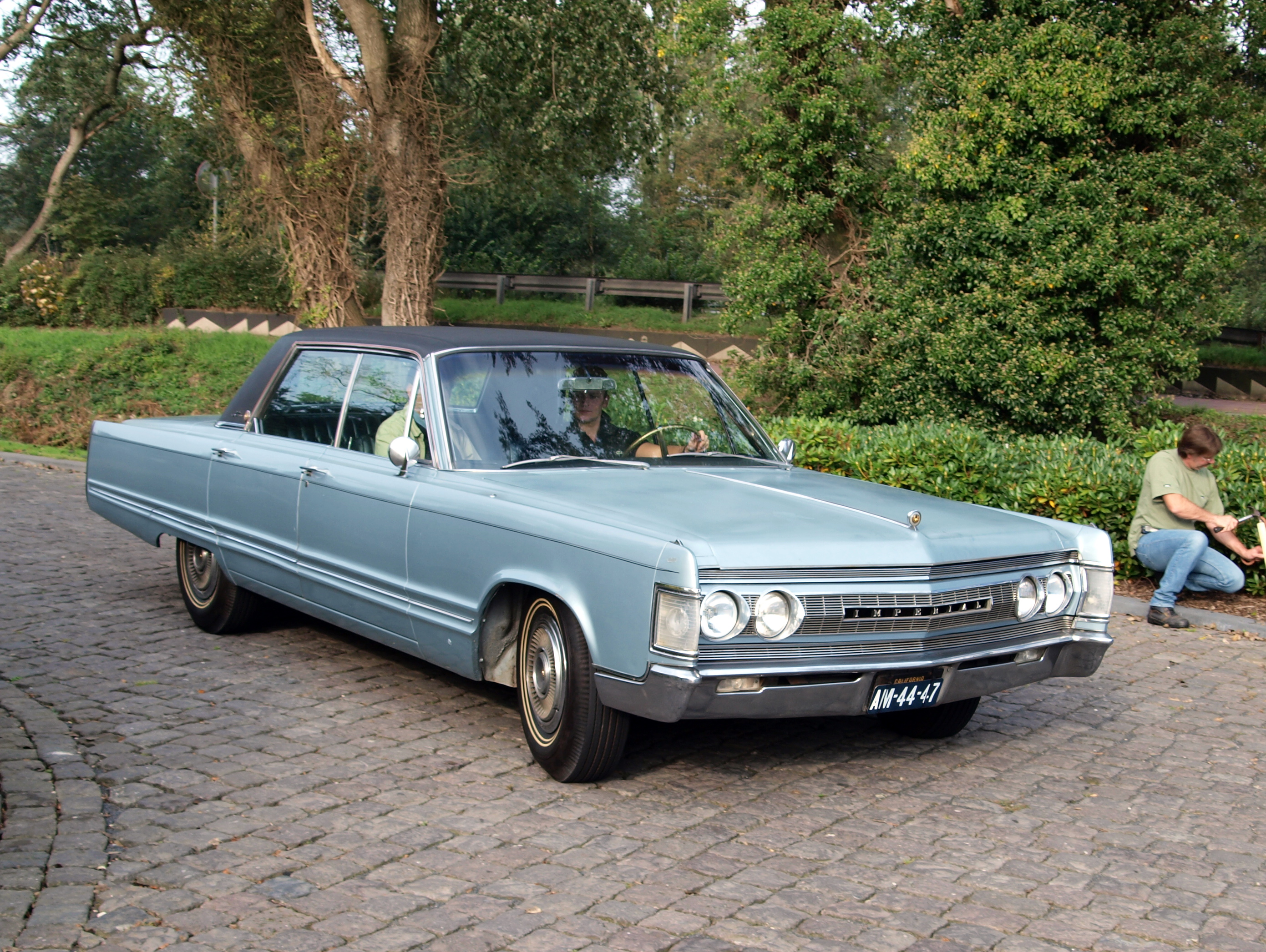
Imperial Le Baron del 1967
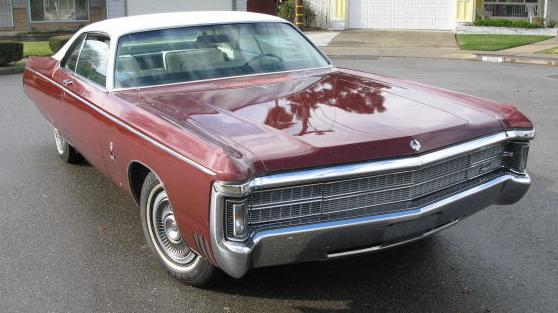
Imperial Le Baron del 1969
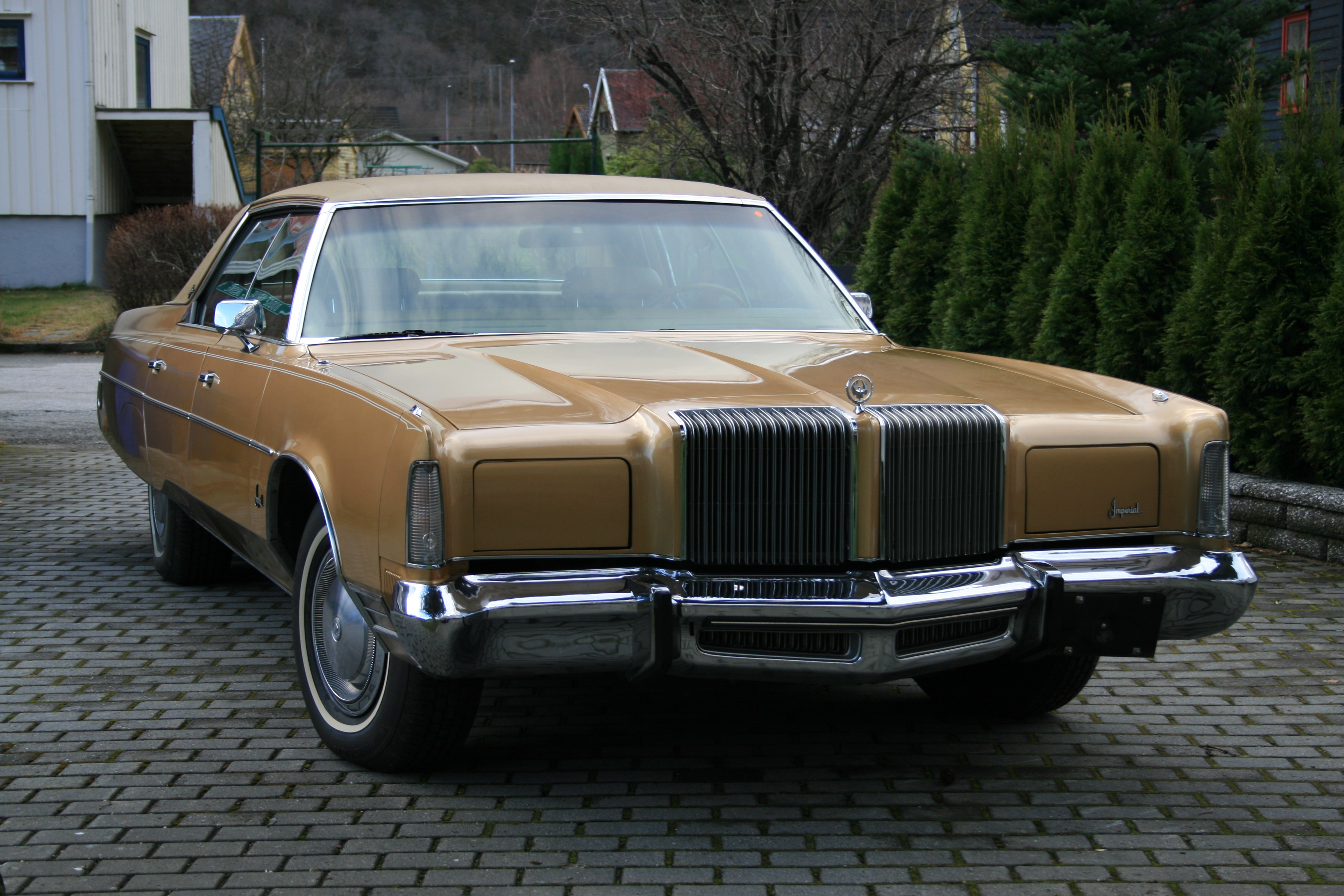
Imperial Le Baron del 1975
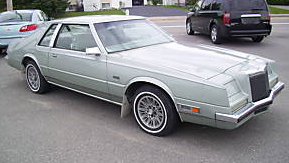
Imperial del 1981